# Émile Royer
Émile Jean Jacques Royer (Brussel, 27 april 1866 - Parijs, 16 mei 1916) was een Belgisch volksvertegenwoordiger.

## Levensloop
Royer promoveerde tot doctor in de rechten en vestigde zich als advocaat.
Hij werd in 1908 verkozen tot socialistisch volksvertegenwoordiger voor het arrondissement Doornik-Aat en vervulde dit mandaat tot aan zijn dood.
Samen met enkele andere parlementsleden vluchtte hij tijdens de Eerste Wereldoorlog naar Engeland en vervolgens naar Frankrijk.

## Publicaties
- Plaidoirie pour l'anarchiste Jules Moineau. Cour d'assises de la province de Liège. Procès des anarchistes, Juillet 1892, Brussel, 1894.
- Ce que veulent les socialistes, Gent, 1908.
- La Social-démocratie allemande et austro-hongroise et les socialistes belges, Londen, 1915.